# Resolución 1536 del Consejo de Seguridad de las Naciones Unidas
La resolución 1536 del Consejo de Seguridad de las Naciones Unidas, adoptada por unanimidad el 26 de marzo de 2004, tras reafirmar todas las resoluciones sobre la situación en el Afganistán, en particular la Resolución 1471 (2003), prorrogó el mandato de la Misión de Asistencia de las Naciones Unidas para el Afganistán (UNAMA) por un período adicional de doce meses, hasta el 26 de marzo de 2005. 

## Resolución
El Consejo de Seguridad reafirmó su compromiso con la soberanía, la integridad territorial, la independencia y la unidad del Afganistán y acogió con satisfacción la Constitución aprobada por la Loya Jirga el 4 de enero de 2004. También aprobó el acuerdo de la "Declaración de Kabul sobre relaciones de buena vecindad" y destacó el papel central de las Naciones Unidas en la asistencia al pueblo afgano a la reconstrucción de su país. Se reafirmó la legitimidad de la Administración de Transición afgana y el respaldo al Acuerdo de Bonn, incluida la celebración de una conferencia internacional en la que se prometió un compromiso a largo plazo con Afganistán.
Además, el preámbulo de la resolución destacó la importancia de extender la autoridad gubernamental a todo el país, así como la reforma del sector de seguridad y un programa integral de desmovilización, desarme y rehabilitación (DDR). 
El Consejo de Seguridad destacó la necesidad de proporcionar seguridad adecuada y apoyo de los donantes para la celebración de elecciones . Se instó a las autoridades afganas a establecer un proceso electoral representativo, que incluyera a las mujeres y a los refugiados . En este sentido, se pidió acelerar el registro de votantes .
La resolución acogió con satisfacción los progresos realizados desde el establecimiento de un programa de desarme, desmovilización y reintegración en octubre de 2003 y la contribución del Grupo Internacional de Observadores. Entretanto, el Consejo acogió con satisfacción los esfuerzos de las autoridades afganas para combatir el tráfico ilegal de drogas, aunque al mismo tiempo destacó que dichos esfuerzos no pueden separarse de la creación de una economía fuerte y un entorno seguro mediante mayores esfuerzos de la comunidad internacional a lo largo de las rutas de tráfico.
Tras acoger con satisfacción el nombramiento de Jean Arnault como Representante Especial del Secretario General para el Afganistán, el Consejo pidió a la UNAMA que, junto con el Alto Comisionado de las Naciones Unidas para los Derechos Humanos, prestara asistencia a la Comisión de Derechos Humanos del Afganistán. Se instó además a las partes afganas a garantizar la libertad de circulación y la seguridad del personal de la UNAMA.
El Consejo elogió los progresos realizados por la Fuerza Internacional de Asistencia para la Seguridad al ampliar su presencia más allá de la capital, Kabul, y al aplicar su mandato contenido en las resoluciones 1444 (2002) y 1510 (2003). Además, los miembros del Consejo acogieron con satisfacción el desarrollo del Ejército Nacional Afgano y de la Policía Nacional Afgana . Por último, se ordenó al Secretario General Kofi Annan que informara periódicamente sobre la situación en Afganistán y el papel futuro de la UNAMA.